# Amblyscarta bicincta
Amblyscarta bicincta är en insektsart som beskrevs av Ernst Friedrich Germar 1821. Amblyscarta bicincta ingår i släktet Amblyscarta och familjen dvärgstritar. Inga underarter finns listade i Catalogue of Life.